# Duncan Dhu
Duncan Dhu — испанская музыкальная группа из города Сан-Себастьян, созданная в 1984 году Микелем Эре́нчуном, Диего Васальо и Хуаном Рамоном Вилесом. Группа играет в стиле рок, поп-рок, с элементами рокабилли. Название получила по имени одного из героев романа Роберта Льюиса Стивенсона «Похищенный, или Приключения Дэвида Бэлфура». С 1989 года в составе два основных участника — Микель Эре́нчун и Диего Васальо.

## История
Группа была создана 4 августа 1984 года из участников групп Aristogatos и Los Dalton. Её основателями являются Микель Эре́нчун, Диего Васальо и Хуан Рамон Вилес, а с 1989 года в составе остались только два основных участника — Микель Эре́нчун и Диего Васальо.
Название группа получила по имени одного из героев романа Роберта Льюиса Стивенсона «Похищенный, или Приключения Дэвида Бэлфура», который в то время произвел большое впечатление на солиста Duncan Dhu Микеля.
В 1985 году вышел их первый диск Por tierras escocesas, а через год второй — Canciones, с которыми они получили признание и успех в Испании, с продажами в более чем 175 000 экземпляров. Композиция «Cién gaviotas» была объявлена на множестве радиостанций лучшим синглом года.
После этого последовал альбом 1987 года El grito del tiempo, который был распродан 400 000 копиями и таким образом группа Duncan Dhu стала самой «продаваемой» в 1987 году. Самыми популярными песнями на этом альбоме стали синглы «En algún lugar» и «Una calle de París».
В 1989 был издан диск Grabaciones olvidadas с песнями неизданными или не вошедшими в предыдущий альбом. В это время группа из трио превратилась в дуэт из-за ухода Хуана Рамона Вилеса. Расстались участники не лучшим образом, с различными обвинениями в адрес друг друга. Хуана Рамона обвиняли в несознательном отношении к работе, а он свою версию изложил позже, в 2006 году в своей книге «Duncan Dhu Crónicas de un éxito 1984-89».
В том же 1989 году в свет вышел двойной альбом Autobiografía, состоящий из 30 композиций. На этом диске Диего впервые выступил в роли бэк-вокалиста. После выхода диска группа дала более 100 концертов в Испании и за её пределами, например на Festival de Non в Швеции и выступления с Lloyd Cole и Big Audio Dynamite в Париже. Также в это время музыканты приняли участие в записи саундтрека к фильму Dick Tracy, за который были номинированы на Grammy.
Позже дуэт начал превращаться в два сольных проекта. Микель пишет «Hojas Secas» для Мигеля Босе и снимается в кино, а Диего играет в Cabaret Pop.
Но в 1991 Duncan Dhu выпускают диск Supernova с музыкой более танцевальной, используя ритмы стиля funky. После выступают, кроме прочего, на Music Awards в Лондоне и с Лус Касаль (Luz Casal) в Центральном Парке в Нью-Йорке.
В 1992-м на Всемирной Универсальной Выставке в Севилье Duncan Dhu дают концерт, ставший самым большим в истории испанской поп-музыки, на него пришло 120 000 человек.
Затем участники снова занимаются сольными карьерами. Микель записывает Naufragios, разошедшийся 250 000 тиражом, Диего выпускает Realidad virtual de rock’n’roll, ставший его золотым диском.
Несмотря на всё бо́льшее отдаление, Микель и Диего собрались снова в 1994 чтобы записать альбом Duncan Dhu Piedras, шесть композиций из которого, авторства Микеля Эренчуна, а пять — Диего Васальо. В этом альбоме песни «A tu lado» и «La herida» Микель и Диего поют дуэтом, а композицию «Capricornio» записали с участием Хуана Луиса Хименеса из известной испанской группы Presuntos Implicados.
После тура в поддержку альбома Piedras Duncan Dhu выпускает двойной акустический альбом Teatro Victoria Eugenia, записанный на концерте в театре «Виктория Эухения» в родном Сан-Себастьяне (Доностия).
Затем участники снова занялись сольными карьерами, но в 1998 году выпустили сборник лучших песен Colección 1985—1998 тиражом в 350 000 копий, ставшим самым продаваемым на тот момент в Испании. А в 2001 неожиданно выходит их альбом Crepúsculo, состоящий из двадцати одной песни, которые ранее не издавались, написанные Микелем и Диего вместе. Альбом был тепло принят.
В честь двадцатилетнего юбилея группы вышел двойной диск, на первой части которого самые популярные исполнители современной испанской сцены, такие как Hombres G, Revólver, Despistaos, El Canto del Loco, Алекс Убаго, La Oreja de Van Gogh и др. сделали свои версии песен Duncan Dhu, на второй части собраны неизданные произведения в исполнении самой группы. Также вышел DVD диск с записями клипов и множеством теле-интервью с участием Duncan Dhu.
В течение многих лет, в своих интервью Микель и Диего отрицали возможность воссоединения группы в ближайшем будущем, тем более неожиданным стал анонс в 2013 году их нового диска El Duelo. В поддержку этого диска Duncan Dhu дали огромное количество концертов в Испании, Англии и странах Латинской Америки. Тур продолжался до осени 2014 года. После тура Микель Эренчун и Диего Васальо снова занялись сольным творчеством. В 2015 году был записан очередной сольный диск Микеля Corazones.
В России Duncan Dhu известны любителям испанской музыки и, возможно, поклонникам группы The Smiths, так как на их песню «There is a light that never goes out» Duncan Dhu сделали кавер под названием «La luz que nunca se apagará».
Оба музыканта живут довольно скромно. Микель — отец пятерых детей, женат. Живёт в родном Сан-Себастьяне. Фамилия его баскская и очень сложная для произношения испанцев. На русском тоже звучит не точно и ближайшим аналогом произношения является «Эре́нчун». Также его «особой приметой» является сломанный передний зуб, по официальной версии, от удара качелью, когда будущему музыканту было 6 лет. Диего, кроме музыкальной деятельности, является переводчиком и рисует картины в стиле экспрессионизм. Оба придерживаются строгой диеты, но у каждого свои рекомендации медиков.

## Дискография
- Por tierras escocesas — 1985
- Canciones — 1986
- El grito del tiempo — 1987
- Grabaciones Olvidadas — 1989
- Autobiografía — 1989
- Supernova — 1991
- Piedras — 1994
- Teatro Victoria Eugenia — 1995
- Colección 1985—1998 — 1998
- Crepúsculo — 2001
- 20 años de canciones — 2005
- El Duelo — 2013

## Синглы
- Fin De Amor / Bésame, 1985
- Casablanca , 1985
- Cien gaviotas, 1986
- Esos ojos negros, 1986
- No puedo evitar (pensar en ti), 1986
- Jardín de rosas , 1987
- En algún lugar , 1987
- Al caer la noche, 1988
- La barra de este hotel , 1988
- Una calle de París , 1988
- Rozando La Eternidad, 1989
- Entre Salitre Y Sudor , 1989
- Rosas En Agua , 1990
- Palabras Sin Nombre , 1990
- Rosa gris , 1990
- Mundo de cristal, 1991
- La casa azul, 1991
- Oro Blanco, 1991
- Rose , 1992
- A tu lado, 1994
- Capricornio, 1994
- A tientas, 1994
- Si no eres tú, 1994
- La herida, 1998
- Siempre, 2001
- Nada, 2002
- Desnuda, 2002
- Cuando llegue el fin, 2013